# Ан Чханок
Ан Чхано́к (кор. 안창옥, род. 23 апреля 2003, Пхеньян) — северокорейская гимнастка.
В 2023 году завоевала две золотые медали Азиатских игр.
20-летняя Ан Чханок стала обладательницей золота в опорном прыжке, набрав 14,049 балла. Она опередила соотечественницу Ким Сонхян и китаянку Юй Линьминь, которые завершили соревнования с результатом 13,600 и 13,533 соответственно.
Вторую победу Ан одержала в упражнениях на брусьях, где показала результат 14,266 балла. Микако Сэрита из Японии стала второй с 13,933 баллами, третьей финишировала китаянка Цзо Тун — 13,866.
На Азиатских играх 2023 года помимо индивидуальных наград взяла медаль в команде, став бронзовым призёром командных соревнований в составе сборной КНДР.
В 2024 году на первом этапе Кубка мира, проходившем в Каире, Ан Чханок победила  в опорном прыжке с 14,230 баллами.